# Murama (Kayonza)
Murama è un settore (imirenge) del Ruanda, parte della Provincia Orientale e del distretto di Kayonza.